# Відслонення гірських порід
Відсло́нення (оголення, відтулення) гірськи́х порі́д (англ. rock exposure, rock outcrop; нім. Denudation f, Freilegung f, Blosslegung f, Aufschluss m, Ausbiss m, Ausstrich m, Ausgehendes n der Gesteine) — вихід корінних гірських порід на земну поверхню.

## Різновиди
Розрізняють:
- природне відслонення (як правило, по берегах річок, на схилах гірських хребтів і т. д.) і
- штучне (у гірничих виробках — в кар'єрах, тунелях тощо).

Відслонення підводні — ділянки дна водойм, складені корінними твердими породами або давніми осадами, на яких відсутні сучасні відклади. Часто зустрічаються на підводних хребтах, зонах океанічних розломів, крутих ділянках материкових схилів і схилів океанічних жолобів.

## Вивчення

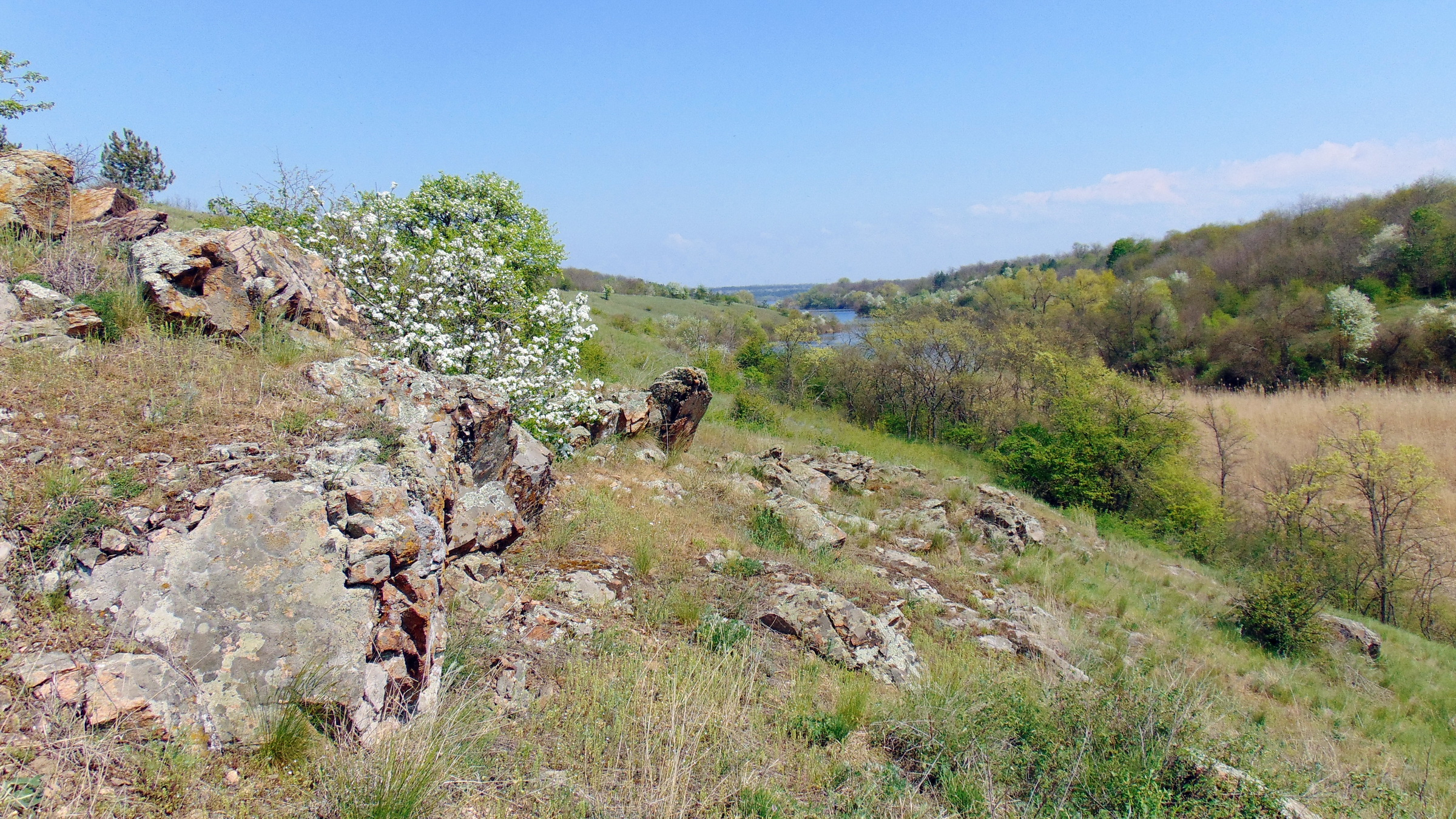
Докембрійські граніти. Дніпропетровська область

Відслонення дають змогу безпосередньо спостерігати та відбирати зразки корінної породи in situ для геологічного аналізу та створення геологічної карти. Вимірювання in situ мають вирішальне значення для належного аналізу геологічної історії, тому відслонення надзвичайно важливі для розуміння геохронологічної шкали історії Землі. Деякі типи інформації неможливо отримати, окрім як відслонень гірських порід або точних операцій буріння та кернових робіт. Зокрема, це інформація про елементи, які вивчає структурна геологія — структурні форми: шари, складки, тріщини, розривні порушення (скиди, зсуви, насуви, покриви тектонічні), тіла магматичного походження, седиментаційні і гравітаційні структури, фаціальні зміни, палеомагнітні орієнтації тощо. Відслонення також дуже важливі для розуміння скам'янілостей, палеосередовища та еволюції, оскільки вони забезпечують записи відносних змін у геологічних шарах.
Точний опис, картографування та відбір проб для лабораторного аналізу виходів зробили можливими всі геологічні науки та розвиток фундаментальних геологічних законів, таких як закон суперпозиції, принцип оригінальної горизонтальності, принцип бічної безперервності, і принцип фауністичної спадковості.

## Приклади
Прикладом оголення в США (Каліфорнія) є скелі Васкес, знайомі зі зйомок у багатьох фільмах, які складаються з піднятого пісковику. Скелі Яна — приклад відслонення в районі Уттара Каннада в штаті Карнатака, Індія. В Україні — оголення гірських порід у Смотрицькому каньйоні, Хмельницька область. Також — Скелеподібне оголення верхньої крейди, або Крейдяні Білокузьминівські скелі, Білокузьминівські стовпи — геологічна пам'ятка природи поблизу села Білокузьминівка Костянтинівського району, Донецька область, неподалік від Краматорська.